# Istota czarna

Przekrój przez śródmózgowie i wzgórki górne, istota czarna zaznaczona kolorem ciemnoszarym i podpisana substancia nigra

Istota czarna, substancja czarna (łac. substantia nigra) – część śródmózgowia kręgowców, wchodząca w skład układu pozapiramidowego. U człowieka jest to szeroka blaszka istoty szarej mózgowia, rozmieszczona obustronnie bezpośrednio za odnogami mózgu, na całej długości śródmózgowia, częściowo zachodząc w obręb mostu i międzymózgowia. Na przekroju świeżego mózgu ma charakterystyczną, ciemnobrązową barwę, od której pochodzi jej nazwa. 
Funkcją istoty czarnej jest koordynacja ruchów mimowolnych i ruchów szybkich. Uszkodzenie części zbitej istoty czarnej, w której znajdują się perikariony neuronów dopaminergicznych, jest podstawowym czynnikiem patogenezy parkinsonizmu.
Stereotaktyczne przeszczepy tkankowe istoty czarnej są eksperymentalną metodą leczenia choroby Parkinsona.